# Souternon
Souternon é uma comuna francesa na região administrativa de Auvérnia-Ródano-Alpes, no departamento de Loire. Estende-se por uma área de 17,05 km². Em 2010 a comuna tinha 290 habitantes (densidade: 17 hab./km²).